# Estação Vila das Belezas
A Estação Vila das Belezas é uma estação de metrô da Linha 5–Lilás, localizada na Zona Sudoeste da cidade de São Paulo. Ela é operada pela ViaMobilidade. Foi inaugurada em 20 de outubro de 2002, junto às estações que compreendem o trecho entre a Estação Capão Redondo e a Estação Largo Treze, em Santo Amaro. 
Está localizada na Avenida das Belezas, esquina com a Avenida Carlos Caldeira Filho, no distrito de Vila Andrade. Foi criada especialmente para atender os usuários e moradores dos bairros ao redor da estação, que são: Parque Arariba, Jardim Ingá, Parque Regina, Jardim Novo Oriente, Região da Rua Caruxa (Vila Andrade) e Região do Campo Limpo (Avenida Carlos Caldeira Filho).

## Informações gerais

### Acessos
- Entrada única na Avenida das Belezas, 880

### Arquitetura
Com projeto básico feito pela empresa Harza-Hidrobrasileira e elaborada pelo arquiteto Luiz Carlos Esteves, a estação possui uma estrutura em concreto aparente, com pilares de seção circular, e plataformas formadas por estruturas de aço de 34 metros. Seu hall de distribuição e suas salas operacionais se encontra no nível térreo.
Estação elevada, em curva, com hall de distribuição no nível térreo, estrutura em concreto aparente, plataformas laterais em estrutura mista de concreto e metálica, com cobertura de estrutura metálica aporticada em forma elíptica e telhas de aço tipo sanduíche. Possui acessos para portadores de deficiência.
A área construída dessa estação é de 5.761m².

### Características
Circulação vertical composta de 6 escadas rolantes, 2 escadas fixas e 2 elevadores.
Capacidade de até 2.213 passageiros/hora/pico (no horizonte 2010).

## Informações da linha
| Linha   | Terminais                      | Estações | Principais destinos | Duração das viagens (min) | Intervalo mínimo entre trens (s) | Funcionamento                                                        |
| ------- | ------------------------------ | -------- | --- | ------------------------- | -------------------------------- | -------------------------------------------------------------------- |
| 5 Lilás | Capão Redondo ↔ Chácara Klabin | 17       | Vila Mariana, Vila Clementino, Ibirapuera, Moema, Indianópolis, Campo Belo, Brooklin, Santo Amaro, Jardim São Luís, Campo Limpo, Capão Redondo | 33                        | 75 (projetado) 165 (atual)       | De domingo a sexta-feira, das 4h40 às 0h. Aos sábados das 4h40 às 1h |